# Медведев, Сергей Артурович
Серге́й Арту́рович Медве́дев (род. 2 сентября 1960, Ростов-на-Дону) — российский драматург, журналист.

## Биография
Сергей Медведев родился 2 сентября 1960 года в Ростове-на-Дону.
В 1982 году окончил физический факультет Ростовского государственного университета (отделение радио-физики).
В 1980-х писал тексты для группы «12 вольт».
Первый драматургический опыт Медведева, эксцентрическая пьеса для театра в цирке «Герой нашего времени» по мотивам сатирической утопии И. Кальвино «Барон на дереве», реализован не был. Эта пьеса была написана для режиссёра ростовского ТЮЗа Юрия Мельницкого в 1994 году. В 2002 году московское издательство «Новое литературное обозрение» включило ранние стихи Медведева в антологию «Нестоличная литература» (редактор Дмитрий Кузьмин).
Пьеса «Парикмахерша» привела Медведева к серьёзному успеху. С нею он занял второе место на конкурсе «Евразия-2007» (Екатеринбург), вошёл в шорт-лист московского конкурса молодых драматургов «Премьера», стал лауреатом московского фестиваля «Новая драма-2007». В 2008 году «Парикмахерша» была переведена на немецкий язык и стала одной из трех премированных пьес ежегодного Международного берлинского фестиваля «Theatertreffen-2008».
С 2009 до 2020 года работал главным редактором ростовского журнала «Кто главный».
В 2011 году вошёл в состав общественного совета «Проспект Звезд» Ростова-на-Дону.

## Известные пьесы Сергея Медведева
- «Брат-3» (2006)
- «Четыре истории о любви» (2006)
- «Представление о любви» (2007)
- «Парикмахерша»
- «Неудачницы»
- «Жена». Комедия («Жаба») (2009)
- «Абсолютный ноль» (2009)
- «Волшебное платье» (2010)
- «Бог в пальто» (2010)
- «Секретный проект „Жуки-64“» (2011)
- «Сила тока» (2013)
- «Машина» (2013)
- «Огниво-306» (2013)
- «Чёрная икра» (2017)

## Известные постановки пьес Сергея Медведева

### Парикмахерша
- 2007 — У моста (реж. Никита Рак), Пермь.
- 2008 — радиопостановка Немецкого Радио Культура.
- 2009 — Театр «Практика» (реж. Руслан Маликов), Москва[4][5].
- 2009 — Чёрный квадрат (реж. Аркадий Непиталюк), Киев, Украина.
- 2010 — Театр им. М. Чоконаи (реж. Виктор Рыжаков), Дебрецен, Венгрия[6].
- 2010 — TTL (реж. Элина Финкель), Тюбинген, Германия.
- 2010 — Прокопьевский драматический театр имени Ленинского комсомола (реж. Семен Александровский), Прокопьевск[7].
- 2011 — Первая новгородская театральная лаборатория «НеКЛАССИКа» (реж. Дмитрий Егоров), Великий Новгород.
- 2011 — Саратовский академический театр драмы имени И. А. Слонова (реж. Константин Солдатов)[8].
- 2013 — Театр драмы и кукол «Иван Димов» (реж. Иван Савов), Болгария.
- 2017 — ZIMMERTHEATER (Оснабрюк), Германия.
- 2019 — МХАТ им. Горького (реж. Руслан Маликов), Москва.

### Представление о любви
- Драма № 3, Каменск-Уральский, реж. Федор Чернышев

http://www.domaktera.ru/performance/show/575 (недоступная+ссылка)

### Жаба
- 2010 — TTL (реж. Элина Финкель), Тюбинген, Германия.
- 2010 — Театр города Зефтенберг (реж. Christoph Schroth), Германия.
- 2013 — Театр «18+» (реж. Руслан Маликов), Ростов-на-Дону[9][10].

### Волшебное платье
- 2011 — Ростовский академический молодёжный театр (реж. Юрий Мельницкий), Ростов-на-Дону.

### Шуба-дуба
- 2011 — Ростовский академический молодёжный театр (реж. Юрий Мельницкий), Ростов-на-Дону.
- 2013 — Мордовский национальный театр (реж. Владимир Рузанов), Саранск.

### Секретный проект «Жуки-64»
- 2014 — Театр «18+» (реж. Владимир Рузанов), Ростов-на-Дону.

### Сеанс (пластически-поэтически спектакль
- 2015 — Театр «18+» (реж. Оксана Зиброва), Ростов-на-Дону[11].

### Черная икра
- 2017 — Театр «18+» (реж. Оксана Зиброва), Ростов-на-Дону[12][13].

### 12 интервью о победах и поражениях на личном фронте
- 2018 — Театр «18+» (реж. Оксана Зиброва), Ростов-на-Дону[14][15].

### Двое на Луне
- 2020 — Театр-студия «Исток» (реж. Сергей Кравец), Ростов-на-Дону[16].

### Машина
- 2020 — Арт-центр MAKARONKA (реж. О. Зиброва), Ростов-на-Дону[17].